# Медвежа
Медвежа (рум. Medveja) — село в Бричанском районе Молдавии. Является административным центром коммуны Медвежа, включающей также село Слобозия-Медвежа.

## История
Первое документальное упоминание о населенном пункте датируется 1 августа 1432 года, когда воевода Илия пожаловал своему боярину Исайе несколько сел, в том числе и Медвежу. Здесь изначально проживали молдаване, на что указывают многочисленные местные топонимы: Лынгэ Одайе, Буртосул, Плану Попий и пр. Со временем появились и другие топонимы: Могила Савицкого, Поле Спружинского, Панская сторона, Казённая сторона.
Точно не известно, откуда происходит название Медвежи. Одни полагают, что от медведей, которых было много в этом регионе в старину. Но все же более вероятной представляется версия, согласно которой наименование села происходит от речки Медведка — небольшой водной артерии длиной 20 км, впадающей в Прут.
Село Медвежа вновь появляется в документах в середине XVI века, когда пыркалаб Хотина Тоадер владел несколькими его частями с привилегиями от господаря Петра Рареша. Затем Александр Лэпушняну в 1554 году пожаловал вистиернику (казначею) Могылде восточную часть села Медвежа, приобретенную за 600 злотых у Грозавы, дочери пыркалаба Тоадера.
Село упоминается в господарской грамоте Петра Хромого, датируемой 24 марта 1587 года и определяющей границы двух вотчин. Населенный пункт фигурирует и в документе от 27 июня 1604 года, выданном воеводой Иеремией Мовилэ дьяку Павлу Табану. В 1616 году господарь Раду Михня пожаловал Ионашку, сыну Билея, четверть села Медвежа. В 1665 году поместье Медвежа принадлежало представителям рода Хаждеу — предкам знаменитого писателя Богдана Петричейку Хашдеу.
Засухи последнего десятилетия XIX века нанесли большой урон сельчанам в Медвеже, поэтому они были вынуждены взять взаймы у земской управы кукурузу и ячмень. Долг этот следовало отдать в течение нескольких лет. В конце века одна половина Медвежской вотчины вошла в состав Липканской волости, а другая — в состав Кельменецкой волости.
В 1904 году село насчитывало 170 домов и 1068 душ населения. К 1910 году в нем было зарегистрировано уже 186 домов, однако население сократилось.
Перепись 1949 года показала, что в Медвеже проживают 2293 человека, большинство — украинцы. Согласно переписям 1979 и 1989 годов, население Медвежи составляло 2127 (970 мужчин и 1157 женщин) и 1926 (861 мужчина, 1065 женщин) человек соответственно.

## География
Село расположено на высоте 183 метра над уровнем моря.В Медвеже представлена холмистая поверхность. Есть река называемая Медвежка. Село занимает территорию в 2453,07 га, из которых 1639,06 га сельхозугодий, 105,10 га земель лесного фонда, 48,38 га водоемов.

## Население
По данным переписи населения 2004 года, в селе Медвежа проживает 1661 человек (761 мужчина, 900 женщин).
Этнический состав села:
| Национальность | Число жителей | Процентный состав |
| -------------- | ------------- | ----------------- |
| украинцы       | 1489          | 89,64             |
| молдаване      | 130           | 7,83              |
| русские        | 33            | 1,99              |
| гагаузы        | 2             | 0,12              |
| румыны         | 1             | 0,06              |
| поляки         | 1             | 0,06              |
| болгары        | 1             | 0,06              |
| прочие         | 4             | 0,24              |
| Всего          | 1661          | 100 %             |

## Социальная сфера
В селе действуют:
- гимназия,
- детский сад,
- дом культуры,
- библиотека,
- центр семейных врачей.